# Jeszcze krótsza historia czasu
Jeszcze krótsza historia czasu (ang. A Briefer History of Time) – książka popularnonaukowa autorstwa Stephena Hawkinga i Leonarda Mlodinowa, wydana w 2005. Jest to uaktualnienie i rozwinięcie Krótkiej historii czasu z 1988. Autorzy prezentują w niej zagadnienia z zakresu mechaniki kwantowej, teorii strun, Wielkiego Wybuchu, natury czasu i przestrzeni, przyszłości wszechświata i innych tematów związanych ze współczesną kosmologią. Zawiera informacje o nowych odkryciach.
Kolejną książką tych samych autorów jest Wielki Projekt, wydany w 2010.
W Polsce została wydana przez Zysk i S-ka w 2007, w przekładzie Jacka Bieronia (ISBN 978-83-7506-020-1).